# Kabinet-De Gasperi V
De vijfde regering onder de christendemocratische premier Alcide De Gasperi, Gasperi V, was in functie van 23 mei 1948 tot en met 27 januari 1950 (614 dagen). De regering bestond uit de partijen DC (christendemocraten), PSLI (sociaaldemocraten), PRI (republikeinen) en PLI (liberalen).

## Kabinet–De Gasperi V (1948–1950)
| Ambtsbekleder           | Ambtsbekleder             | Ambtsbekleder                         | Functie                              | Ambtstermijn     | Ambtstermijn     | Partij |
| ----------------------- | ------------------------- | ------------------------------------- | ------------------------------------ | ---------------- | ---------------- | ------ |
|                         | Alcide De Gasperi         | Alcide De Gasperi (1881–1954)         | Premier                              | 10 december 1945 | 17 augustus 1953 | DC     |
|                         | Attilio Piccioni          | Attilio Piccioni (1892–1976)          | Vicepremier                          | 24 mei 1948      | 30 januari 1950  | DC     |
|                         | Giovanni Porzio           | Giovanni Porzio (1873–1962)           | Vicepremier                          | 24 mei 1948      | 30 januari 1950  | PLI    |
|                         | Giuseppe Saragat          | Giuseppe Saragat (1898–1988)          | Vicepremier                          | 15 december 1947 | 30 januari 1950  | PSDI   |
|                         | Giulio Andreotti          | Giulio Andreotti (1919–2013)          | Secretaris- generaal                 | 31 mei 1947      | 18 januari 1954  | DC     |
|                         | Mario Scelba              | Mario Scelba (1901–1991)              | Minister van Binnenlandse Zaken      | 2 februari 1947  | 15 juli 1953     | DC     |
|                         | Carlo Sforza              | Carlo Sforza (1872–1952)              | Minister van Buitenlandse Zaken      | 2 februari 1947  | 20 juli 1951     | O      |
|                         | Ezio Vanoni               | Ezio Vanoni (1903–1956)               | Minister van Financiën               | 24 mei 1948      | 18 januari 1954  | DC     |
|                         | Giuseppe Pella            | Giuseppe Pella (1902–1981)            | Minister van de Schatkist            | 24 mei 1948      | 25 juli 1951     | DC     |
| Minister van het Budget | Giuseppe Pella            | Giuseppe Pella (1902–1981)            | 18 januari 1954                      | 24 mei 1948      |                  | DC     |
|                         | Giuseppe Grassi           | Giuseppe Grassi (1883–1950)           | Minister van Justitie                | 31 mei 1947      | 30 januari 1950  | DC     |
|                         | Ivan Matteo Lombardo      | Ivan Matteo Lombardo (1902–1980)      | Minister van Economische Zaken       | 24 mei 1948      | 6 november 1949  | PSDI   |
|                         | Giovanni Battista Bertone | Giovanni Battista Bertone (1874–1969) | Minister van Economische Zaken       | 6 november 1949  | 30 januari 1950  | DC     |
|                         | Randolfo Pacciardi        | Randolfo Pacciardi (1899–1991)        | Minister van Defensie                | 24 mei 1948      | 15 juli 1953     | PRI    |
|                         | Amintore Fanfani          | Amintore Fanfani (1908–1999)          | Minister van Arbeid en Sociale Zaken | 31 mei 1947      | 30 januari 1950  | DC     |
|                         | Guido Corbellini          | Guido Corbellini (1890–1976)          | Minister van Transport               | 31 mei 1947      | 30 januari 1950  | DC     |
|                         | Umberto Tupini            | Umberto Tupini (1889–1973)            | Minister van Infrastructuur          | 31 mei 1947      | 30 januari 1950  | DC     |
|                         | Antonio Segni             | Antonio Segni (1891–1972)             | Minister van Landbouw                | 14 juli 1946     | 25 juli 1951     | DC     |
|                         | Angelo Raffaele Jervolino | Angelo Raffaele Jervolino (1890–1985) | Minister van Communicatie            | 24 mei 1948      | 30 januari 1950  | DC     |
|                         | Cesare Merzagora          | Cesare Merzagora (1898–1991)          | Minister voor Buitenlandse Handel    | 31 mei 1947      | 1 april 1949     | O      |
|                         | Giovanni Battista Bertone | Giovanni Battista Bertone (1874–1969) | Minister voor Buitenlandse Handel    | 1 april 1949     | 30 januari 1950  | DC     |
|                         | Giuseppe Saragat          | Giuseppe Saragat (1898–1988)          | Minister voor de Koopvaardij         | 24 mei 1948      | 6 november 1949  | PSDI   |
|                         | Guido Corbellini          | Guido Corbellini (1890–1976)          | Minister voor de Koopvaardij         | 6 november 1949  | 30 januari 1950  | DC     |
|                         | Roberto Tremelloni        | Roberto Tremelloni (1900–1987)        | Minister zonder portefeuille         | 24 mei 1948      | 6 november 1949  | PSDI   |
|                         | Alberto Giovannini        | Alberto Giovannini (1882–1969)        | Minister zonder portefeuille         | 24 mei 1948      | 30 januari 1950  | PLI    |

De Gasperi II · De Gasperi III · De Gasperi IV · De Gasperi V · De Gasperi VI · De Gasperi VII · De Gasperi VIII · Pella · Fanfani I · Scelba · Segni I · Zoli · Fanfani II · Segni II · Tambroni · Fanfani III · Fanfani IV · Leone I · Moro I · Moro II · Moro III · Leone II · Rumor I · Rumor II · Rumor III · Colombo · Andreotti I · Andreotti II · Rumor IV · Rumor V · Moro IV · Moro V · Andreotti III · Andreotti IV · Andreotti V · Cossiga I · Cossiga II · Forlani · Spadolini I · Spadolini II · Fanfani V · Craxi I · Craxi II · Fanfani VI · Goria · De Mita · Andreotti VI · Andreotti VII · Amato I · Ciampi · Berlusconi I · Dini · Prodi I · D'Alema I · D'Alema II · Amato II · Berlusconi II · Berlusconi III · Prodi II · Berlusconi IV · Monti · Letta · Renzi · Gentiloni · Conte I · Conte II · Draghi · Meloni